# Rajam
Rajam es una ciudad y  nagar Panchayat situada en el distrito de Srikakulam en el estado de Andhra Pradesh (India). Su población es de 42197 habitantes (2011). Se encuentra a 106 km de Visakhapatnam y a 36 km de Srikakulam. 

## Demografía
Según el censo de 2011 la población de Rajam era de 42197 habitantes, de los cuales 20969 eran hombres y 21228 eran mujeres. Rajam tiene una tasa media de alfabetización del 73,63%, superior a la media estatal del 67,02%: la alfabetización masculina es del 81,33%, y la alfabetización femenina del 66,07%.